# Dagbladet (Sundsvall)
Dagbladet est un journal quotidien social-démocrate suédois qui paraît à Sundsvall. 
Le journal a été fondé en 1900 sous le nom de Nya Samhället et trouve son origine, entre autres, dans le conflit de 1899 sur le droit d'association. En 1908, il est devenu un quotidien. La même année, la rédaction a déménagé au carrefour Nybrogatan/Köpmangatan à Sundsvall. En 2015, le journal a été fermé, après avoir été détenu à 100 % par le journal libéral Sundsvalls Tidning pendant cinq ans. 

## Histoire
Le concurrent Sundsvalls Tidning du groupe Mittmedia est devenu l'actionnaire principal en 2000 et a repris toutes les actions en 2010.
Le dernier numéro du journal a été publié le 28 février 2015. Au moment de sa fermeture, le journal comptait 6 400 abonnés et 17 employés. Les employés et les abonnés ont été transférés au Sundsvalls Tidning, qui a par la suite inclus certains documents d'opinion sociaux-démocrates. Au moment de sa fermeture, Dagbladet était le plus ancien quotidien social-démocrate de Suède. 

## Rédacteurs en chef
- J. A. Henriksson (1900–1906)
- Carl Albert Tärnlund (1906-1910)
- Ture Nerman (1910–1913)
- Mauritz Västberg (1919–1933)
- Gideon Gustafsson (1933–)
- Anselm Gillström (1946–1960)
- Ewert Söderberg (1960–1972)
- Peter Swedenmark (1973–1985)
- Per Åhlström (1985–1999, fusionné avec Nya Norrland)
- Åke Härdfeldt (1999–2012)
- Anders Ingvarsson (2012–2013)
- Patricia Svensson (2013–2015)